# Karl & Faber Kunstauktionen
Karl & Faber Kunstauktionen GmbH ist ein 1923 in München gegründetes Kunstauktionshaus mit einer Spezialisierung auf die bildende Kunst des 15. bis 21. Jahrhunderts.

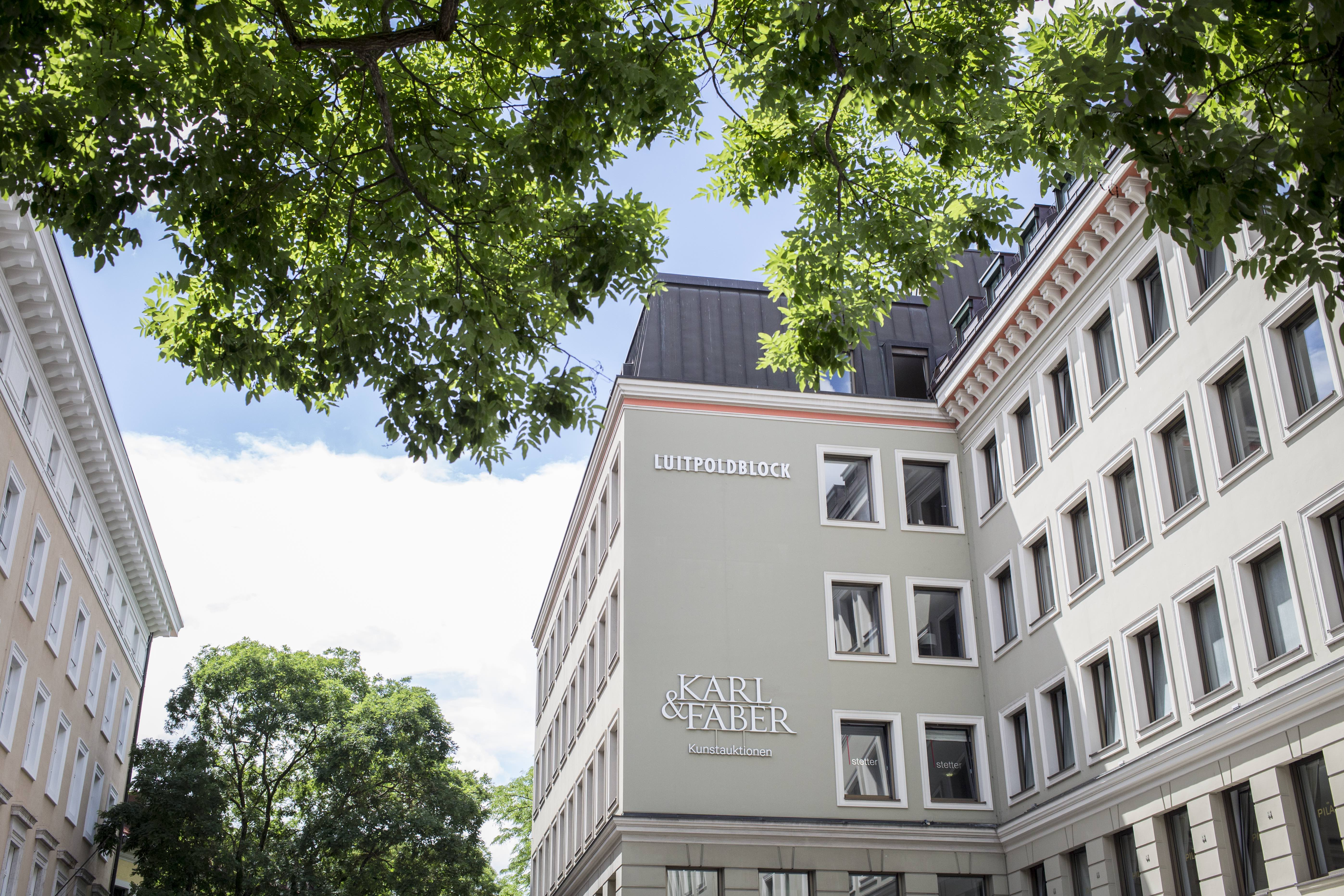
Karl & Faber Kunstauktionen am Amiraplatz in München

Die Unternehmung ist in die Abteilungen Alte Meister, 19. Jahrhundert, Moderne Kunst sowie Zeitgenössische Kunst gegliedert. Ein Schwerpunkt der Tätigkeiten ist die Provenienzforschung.
Karl & Faber hat seinen Hauptstandort in München. Daneben unterhält das Auktionshaus Niederlassungen in Hamburg, Düsseldorf, Tegernsee, Basel, London, Italien sowie in Österreich und den USA.
Am Hauptstandort München führt Karl & Faber sechs regelmäßige Auktionen pro Jahr durch, die sich jeweils einem anderen Schwerpunktthema widmen. Die Auktionen sind öffentlich zugänglich und können live über das Internet verfolgt werden. Die bisher verkauften Loswerte lagen zwischen 500 und 975.000 Euro.
Neben dem Auktionsgeschäft veranstaltet Karl & Faber Verkaufsausstellungen moderner und zeitgenössischer Kunst. Des Weiteren finden Vorträge und Podiumsdiskussionen statt. Seit 2008 vergibt die Firma gemeinsam mit der Stiftung der Akademie der Bildenden Künste München im Dreijahresrhythmus den Karl & Faber-Kunstpreis.
Seit Frühjahr 2019 führt Karl & Faber Online–Only–Auktionen durch, bei denen Werke renommierter Künstler mit einem Schätzpreis von bis zu 3.000 Euro innerhalb von 14 Tagen online versteigert werden.
Im Jahr 2022 versteigerte das Auktionshaus Werke im Wert von rund 23 Millionen Euro.
Zum 100-jährigen Firmenjubiläum erschien das Buch Zum Ersten, zum Zweiten, zum 100. KARL & FABER – Kunstauktionen seit 1923 im Hanser Verlag.

## Geschichte
1923 gründeten der Kunsthistoriker Georg Karl und der Germanist Curt von Faber du Faur das Auktionshaus Karl & Faber in München. Der Schwerpunkt des Kunst- und Literatur-Antiquariats lag zunächst auf Buchverkäufen und -versteigerungen. Die erste Auktion fand 1927 statt: Das Spitzenlos „Der abenteuerliche Simplicissimus“ von Hans Jakob Christoffel von Grimmelshausen aus der Sammlung Victor Manheimer erzielte ein Ergebnis von 1750 Reichsmark. 1939 stieg Curt von Faber du Faur aus dem operativen Geschäft aus und emigrierte in die USA, wo er zunächst als Gastlehrer an der Harvard University tätig war und schließlich 1944 Research Associate Professor in Yale wurde.
Georg Karl führte fortan die Geschäfte allein. In den Folgejahren fanden Auktionen wie etwa die Versteigerung von Büchern aus der Bibliothek des Augsburger Kaufmanns Markus Fugger oder von Werken aus der Sammlung der Fürsten Oettingen-Wallerstein statt. Die 25. und letzte Auktion der Kriegsjahre wurde im Jahr 1944 aus Sicherheitsgründen nach Murnau verlegt. In den Nachkriegsjahren wurde in der 30. Auktion des Hauses zum ersten Mal separat Kunst versteigert.
Louis Karl, der damals 19-jährige Sohn von Georg Karl, trat 1961 als Auktionator ein und übernahm das Unternehmen zehn Jahre später als alleiniger Inhaber. Er verlagerte den Schwerpunkt des Hauses von Buchverkäufen und -auktionen hin zu Kunstversteigerungen. Louis Karl zeigte außerdem regelmäßig Ausstellungen und versteigerte Sammlungen wie etwa 1981 die des Verlegers Reinhard Piper.
Im Jahr 2003 erwarben Rupert Keim und seine Familie das Unternehmen. Das Angebot an Zeitgenössischer Kunst wurde erweitert und diverse Niederlassungen in Europa und den USA eröffnet. Bedeutende Auktionen der letzten Jahre waren beispielsweise die Auktionen der Sammlung Walter Bareiss 2007 oder die Auktion eines Teils der Sammlung Marvin und Janet Fishman 2010, bei der Objekte deutscher Kunst der 1920er und 1930er Jahre versteigert wurden.
2015 wurde das Fachkomitee Adolf Erbslöh ins Leben gerufen. Es entscheidet über Zu- oder Abschreibungen von Werken und stellt Echtheitsbescheinigungen aus. Seit 2016 widmet sich Karl & Faber neben der Versteigerung und Vermittlung von Kunst auch der Forschung. So brachte das Auktionshaus 2016 Adolf Erbslöh. Werkverzeichnis der Gemälde heraus. Im Jahr 2018 folgte das Werkverzeichnis zu dem Künstler Alexander Kanoldt.
Sheila Scott trat 2020 in die Geschäftsführung ein und mit der Sonderauktion „Tendenzen der Abstraktion“ wurde ein bis dahin wenig beachtetes künstlerisches Spektrum gezeigt.

## Auktionen

### Zeitgenössische Kunst und Kunst nach 1945
Im Bereich der Zeitgenössischen Kunst und Kunst nach 1945 werden regelmäßig Werke von Künstlern wie Ernst Wilhelm Nay, Willi Baumeister, Gerhard Hoehme, Emil Schumacher, Fred Thieler oder Joseph Beuys versteigert. Ein weiterer Schwerpunkt liegt im Handel mit Grafiken der Pop Art.

### Moderne Kunst
Seit den 1950er Jahren finden Auktionen zu Werken der Modernen Kunst statt. Vertreter der Modernen Kunst, deren Arbeiten regelmäßig in den Auktionen zu finden waren, sind unter anderem Wassily Kandinsky, Alexej von Jawlensky, Gabriele Münter und Alfred Kubin sowie die sogenannten Brücke-Künstler wie Ernst Ludwig Kirchner, Erich Heckel, Karl Schmidt-Rottluff und Emil Nolde. Neben Gemälden und Arbeiten auf Papier kamen auch Druckgrafiken und Skulpturen zum Aufruf. Ein bekanntes Gemälde, das durch Karl & Faber versteigert wurde, war Heinrich Campendonks „Mädchen mit Katze“. Des Weiteren kamen auch andere Werke wie Bronzearbeiten (Max Beckmanns „Kriechende Frau“) Lithographien (Marc Chagalls „Daphnis und Chloe“) zur Versteigerung. 2022 erzielte Pablo Picassos Gouache „Pierrot et Arlequin à la Terrasse d'un Café“ 600.000 Euro.

### Kunst des 19. Jahrhunderts
In diesem Bereich liegt das Hauptaugenmerk des Hauses auf süddeutschen Künstlern aus der Zeit um 1800, wie Franz und Wilhelm von Kobell, Johann Georg von Dillis und Cantius Dillis. 2007 wurde dem Haus eine Privatsammlung mit über 40 Aquarellen, Zeichnungen und Druckgrafiken Adrian Ludwig Richters sowie die Zeichnungssammlung des US-amerikanischen Sammlers Walter Bareiss, übergeben. Im Herbst 2008 wurde mit der Sammlung des Juristen Johann Nepomuk Seiler eine Sammlung von Zeichnungen und Druckgrafiken, die seit mehr als 120 Jahren nicht mehr für die Öffentlichkeit zugänglich gewesen war, eingeliefert.

### Alte Meister
Kupferstiche, Radierungen und Holzschnitte von Künstlern wie Albrecht Dürer, Martin Schongauer, Albrecht Altdorfer und Rembrandt van Rijn wurden in den letzten Jahren versteigert. Das Angebot umfasst komplette druckgrafische Folgen, z. B. Dürers „Kleine Holzschnittpassion“ oder das „Marienleben“, wie auch Einzelblätter in Abzügen, etwa die Stiche „Melancolia I“ oder „Hieronymus im Gehäuse“. Ebenso werden Kupferstiche Martin Schongauers versteigert. Seit 2017 erscheint ein separater Auktionskatalog für die Druckgrafik der Alten Meister und des 19. Jahrhunderts. Ein weiterer Schwerpunkt der Abteilung liegt auf den Zeichnungen Alter Meister. In diesem Bereich wurden unter anderem Blätter von Giovanni Battista Tiepolo, Jusepe de Ribera und Claude Lorrain verkauft. In jüngster Zeit konnte durch die Abteilung eine als anonymes Werk eingelieferte Predellentafel als Auftragsarbeit Fillipino Lippis für die Kirche von San Donato bei Florenz identifiziert werden.

## Sonderauktionen
- 2022: Herbstauktion mit Sammlung Grčić
- 2022: Frühjahrsauktion mit Anything Goes
- 2021: Weiß White Bianco Blanc
- 2020: Tendenzen der Abstraktion[13]
- 2018: Reiz der Linie – Sammlung Preuss
- 2017: Neuentdeckte Zeichnungen der Künstlerfamilie Dandini (Teil II)
- 2016: Wilhelm Busch. Der Maler
- 2016: Neuentdeckte Zeichnungen von Pompeo Batoni und der Künstlerfamilie Dandini (Teil I)
- 2016: Space Oddity – NASA-Fotografien
- 2015: Druckgraphik des deutschen Expressionismus mit Werken aus der Ahlers Collection
- 2009: Sammlung Johann Nepomuk Seiler – Druckgraphik des 19. Jahrhunderts
- 2007: Arbeiten auf Papier des 18. und 19. Jahrhunderts
- 2005: Arbeiten auf Papier des 18. bis 20. Jahrhunderts

## Verkaufsausstellungen und sonstige Veranstaltungen
Jedes Jahr veranstaltet Karl & Faber Verkaufsausstellungen moderner und zeitgenössischer Werke. Alle drei Jahre findet zudem die Preisträgerausstellung des Karl & Faber Preises der Stiftung Kunstakademie München in den Auktionsräumen statt.
- August 2021: Karl Bohrmann – Zeichnungen und Collagen 1961 – 1995
- September 2020: 3. Preisträgerausstellung: Karl & Faber Preis der Stiftung Kunstakademie München

- Juli 2019: Jürgen Zumbrunnen – Aus dem Nachlass Werke 1990 – 2015
- Juni / September 2018: Gruppe SPUR: JETZT! Werke aus den Jahren 1958 bis 1965
- März 2018: Klaus Fußmann zum 80. Geburtstag
- Oktober 2017: 2. Preisträgerausstellung: Karl & Faber Preis der Stiftung Kunstakademie München
- September 2017: Werner Berges, Ensalada Mixta – Pop und andere Zutaten
- Juli / August 2017: Gotthard Graubner, Aus Liebe zum Papier
- März 2017: Theodor Werner – Spielraum der Seele (Verkaufsausstellung zugunsten der Pinakothek der Moderne in München)
- März 2017: Heino Naujoks – Stationen

Neben Sonderauktionen und Verkaufsausstellungen veranstaltet Karl & Faber Sammler-Dinner, Talks und Symposien. Hierbei werden Themen wie das Kulturgutschutzgesetz, die Rolle der Frau in der Kunst, oder die Digitalisierung der Kunst behandelt.
- 2022: Podiumsdiskussion über den Sammlungsaufbau durch künstliche oder menschliche Intelligenz mit Marek Claassen (Limna, ArtFacts.net) und Kunstexperte und -berater Dr. Philipp Herzog von Württemberg
- 2021: Abendveranstaltung mit Felix Krämer (Generaldirektor und künstlerischer Leiter Kunstpalast Düsseldorf)

- 2020: Artist Talk mit KARL & FABER Kunstpreisträger Paul Valentin und Markus Gabriel am 18. September 2020, „Why the World does not Exist“
- 2020: Hubertus Butin im Livestream | Künstler und ihre Fälschungen
- 2020: Kunstgespräch am 11. Februar 2020, mit der Künstlerin Karin Kneffel und der Kunsthistorikerin Christiane Lange, moderiert von Cathrin Klingsöhr-Leroy (Franz Marc Museum)
- 2019: Fair und gerecht? Restitution und Provenienz im Kunstmarkt. Praxis. Probleme. Perspektiven. Eine Tagung der Interessengemeinschaft Deutscher Kunsthandel unter der Schirmherrschaft des Bayerischen Staatsministers für Wissenschaft und Kunst, Bernd Sibler, MdL.
- 2018: Was ist Kunst wert? Talk in Kooperation mit der Fine Art Group mit Philip Hoffman, Peter Raue, Thaddaeus Ropac und Rupert Keim
- 2018: Neujahrsempfang und Gespräch mit Mimi Dusselier und Bernard Soens
- 2017: Vorbesichtigung & Gespräch mit Leiko Ikemura im Hetjens-Museum Düsseldorf
- 2017: Abend mit Catherine Lampert (Kunsthistorikerin, Kuratorin und Modell von Frank Auerbach)
- 2016: Das Kulturgutschutzgesetz – eine Positionsbestimmung
- 2016: Frauen in der Kunst – Status quo und Perspektiven

In der 2020 gegründeten digitalen Talk-Reihe „KARL & FABER im Austausch“ unterhält sich die Geschäftsführung, Rupert Keim oder Sheila Scott, mit Experten aus der Kunstszene. Zu Gast waren bereits Lisa Zeitz (Chefredakteurin, Weltkunst), Thomas Girst (Cultural Engagement, BMW), Matthias Mühling (Museumsdirektor, Städtische Galerie im Lenbachhaus und Kunstbau München), Mon Müllerschön (Kunstberaterin und -kolumnistin), Sophie Neuendorf (Vice President artnet), Sonja Lechner (Art Consulting) und Johann König (Galerist, König Galerie).

## Belege
1. ↑  Standorte - Karl&Faber. In: Karl&Faber. (karlundfaber.de [abgerufen am 28. Mai 2018]).
2. ↑  Mädchen mit Katze - Karl&Faber. In: Karl&Faber. (karlundfaber.de [abgerufen am 16. Mai 2018]).
3. ↑  Auktion in München: Max Liebermann bleibt des Sammlers Lieblingskünstler. Abgerufen am 2. Februar 2023.
4. ↑  Sheila Scott, Rupert Keim: Zum 1., zum 2., zum 100. Karl & Faber Kunstauktionen seit 1923. 1. Auflage. München 2023, ISBN 978-3-446-27485-3.
5. ↑  Adolf Erbslöh: Adolf Erbslöh 1881-1947 : Werkverzeichnis der Gemälde. München 2016, ISBN 978-3-7774-2587-0.
6. ↑  Alexander Kanoldt: Alexander Kanoldt, 1881-1939 : Gemälde, Zeichnungen, Lithographien. Museum für Neue Kunst, Freiburg im Breisgau 1987, ISBN 3-87885-151-0.
7. ↑  Brita Sachs: Auktionen bei Karl & Faber: Malerstamm-Kurt am Tatort. In: FAZ.NET. 9. Juni 2015, ISSN 0174-4909 (faz.net [abgerufen am 16. Mai 2018]).
8. ↑  Brita Sachs: Ergebnisse Karl & Faber: Kerker können teuer werden. In: FAZ.NET. 13. Juli 2017, ISSN 0174-4909 (faz.net [abgerufen am 16. Mai 2018]).
9. ↑  Spitzweg bis Campendonk - WELTKUNST, das Kunstmagazin der ZEIT. In: WELTKUNST, das Kunstmagazin der ZEIT. 18. Mai 2017 (weltkunst.de [abgerufen am 15. Mai 2018]).
10. ↑  Auktionen bei Karl & Faber: Überragende Sammlungen befeuern die Bietlust. Abgerufen am 2. Februar 2023.
11. ↑  Kunstauktionen: Rembrandt für 600 Euro? In: Zeit Online. (zeit.de [abgerufen am 16. Mai 2018]).
12. ↑  Brita Sachs: Karl & Faber-Auktion: Orangen in Seidenpapier. In: FAZ.NET. 6. November 2017, ISSN 0174-4909 (faz.net [abgerufen am 16. Mai 2018]).
13. ↑  Early Preview zur Sonderauktion „Tendenzen der Abstraktion“. In: karlundfaber.de. 9. Oktober 2020, abgerufen am 6. April 2025.